# Теокрит
Теокрит (грч. Θεόκριτος); Сиракуза, око 300. п. н. е. – умро након 260. п. н. е.) био је грчки пјесник, творац поезије пастореле. Његове пјесме су називане идилама („пјесмицама”).
О Теокритовом животу нема посебних информација поред оних које се могу закључити на основу његове поезије. Живио је на Сицилији и у одређеним периодима на грчком острву Кос и у Александрији, а вјероватно и на Родосу. Сачуване пјесме Теокрита су пастореле у којима се опонашају различити сеоски и урбани амбијенти, кратке епске и лирске пјесме и епиграми. 
Ипак, пастореле су најкарактеристичнија и најутицајнија Теокритова дјела. У њима пастири дозивају нимфе и такмиче се у пјевању са својим супарницима. Њима се инспирисао Вергилије и касније многи пјесници и писци драма ренесансе и писци енглеских пасторелних елегија. Његова најпознатија дјела су Тирсис (Идила 1), оплакивање Дафниса, првог пјесника пастореле који је умро од неузвраћене љубави; Киклоп, хумористички приказ ружног Полифема који се узалудно покушавао дочепати нимфе Галатеје; Талисија (Светковина жетве, Идила 7) у којој је описан фестивал жетве на острву Кос. 